# Menachem Bornsztajn
Menachem Bornsztajn, znany pod przydomkiem Ślepy Maks (ur. 15 stycznia 1890 w Łęczycy, zm. 18 maja 1960 w Łodzi) – polski gangster pochodzenia żydowskiego, działający na terenie łódzkiej dzielnicy Bałuty, zwany też „królem dintojry”.

## Życiorys

### Rodzina i dzieciństwo
Rodzice Ślepego Maksa, Benjamin Bornsztajn i Masza z domu Nagórska, pochodzili z Łęczycy, tam też w 1890 roku urodził się Maks. Wkrótce po tym cała rodzina przeniosła się do Łodzi, gdzie zamieszkała przy nieistniejącej już dziś ulicy Wąskiej na Bałutach, w okolicach dzisiejszej ul. Stefana. Benjamin Bornsztajn zajmował się ostrzeniem narzędzi. Dość wcześnie osierocił rodzinę, umierając w wyniku pobicia przez stójkowego.
Maks miał także siostrę Gitlę. Po śmierci ojca Menachem Bornsztajn zajmował się żebractwem przed kościołem, tam też wypatrzył go legendarny Natan Ksiądz, znany paser, który zwerbował go do swojej szajki trudniącej się drobnymi kradzieżami. Wkrótce potem Maks spotkał stójkowego odpowiedzialnego za śmierć jego ojca. W wyniku tego spotkania stójkowy stracił życie, a Maks oko. Wtedy też otrzymał przezwisko „Ślepy Maks”.
Jeszcze przed I wojną światową ożenił się z córką swojego konkurenta Arona Goldberga – Gołdą – i tym samym podporządkował sobie cały świat przestępczy północnej Łodzi. Niewątpliwie sprzyjały temu jego warunki fizyczne. Był wysokim, postawnym mężczyzną. Po ślubie młoda para zamieszkała początkowo przy ul. Nowomiejskiej, a następnie przy ul. Sienkiewicza 9, gdzie powstało Biuro Próśb i Podań „Obrona”. Do biura tego przychodzili ludzie z różnymi prośbami i skargami, które Maks rozpatrywał. Nie było wtedy w mieście drugiego biura cieszącego się podobną popularnością. Wystarczyło podobno zwrócić się do biura ze skargą, gdy coś zginęło, a Bornsztajn sprawiał, że rzecz ta w niedługim czasie wracała do właściciela. „Ślepy Maks” zaczął być nazywany łódzkim Robinem Hoodem.

### „Ślepy Maks”
W czasie I wojny światowej Menachem Bornsztajn wyjechał do Niemiec, gdzie między innymi w Berlinie, Lipsku, Hamburgu pracował jako subiekt. Według innych informacji trudnił się tam okradaniem transportów kolejowych przeznaczonych dla żołnierzy niemieckich na froncie wschodnim.
W 1921 r. Bornsztajn powrócił do Łodzi. W 1928 powstało stowarzyszenie „Bratnia Pomoc” (Ezras Achim), mające na celu niesienie pomocy biednej ludności żydowskiej. Przy tymże stowarzyszeniu powstał sąd rozjemczy rozstrzygający spory między Żydami, tzw. dintojra (w języku hebrajskim dintojra oznacza sąd rabinacki, w potocznym języku rozumiana jest jako wyrównanie rachunków przestępczych), w którym to sądzie Menachem Bornsztajn pełnił kluczową rolę. „Bratnia Pomoc” była postrachem ludności żydowskiej: siłą wymierzała kary, rozstrzygała spory, egzekwowała należności. W stowarzyszeniu najbliższym jego współpracownikiem był Srul Kalma Balberman, którego po kłótni Ślepy Maks zabił 19 września 1929 r. przed piwiarnią Icka Lajbcygiera „Kokolewole” przy ul. Pomorskiej 11 (róg Wschodniej). Sąd w procesie z 1930 roku uniewinnił zabójcę, pomimo faktu że pozwolenie na broń zostało mu wydane zaledwie tydzień wcześniej przez burmistrza Andrzejowa, prywatnie – przyjaciela Bornsztajna. Obrońcą "Ślepego Maksa" był w tym procesie Alfred Biłyk, nestor palestry i późniejszy wojewoda tarnopolski. Sąd uznał że Bornsztajn działał w obronie koniecznej. Od tego czasu legenda o jego nietykalności i wpływach znacznie wzrosła.
W 1933 do łódzkiej policji zaczęły spływać skargi na niego o prześladowanie, szantaż, wymuszenia, groźby oraz pobicia. W 1935 sąd skazał go na trzy i pół roku więzienia.
Nie są dokładnie znane jego losy w czasie II wojny światowej, prawdopodobnie na początku września 1939 uciekł do Kazachstanu. W 1943 w jednej z niemieckich gazet pojawiła się nieprawdziwa informacja o śmierci Ślepego Maksa.

### Po wojnie

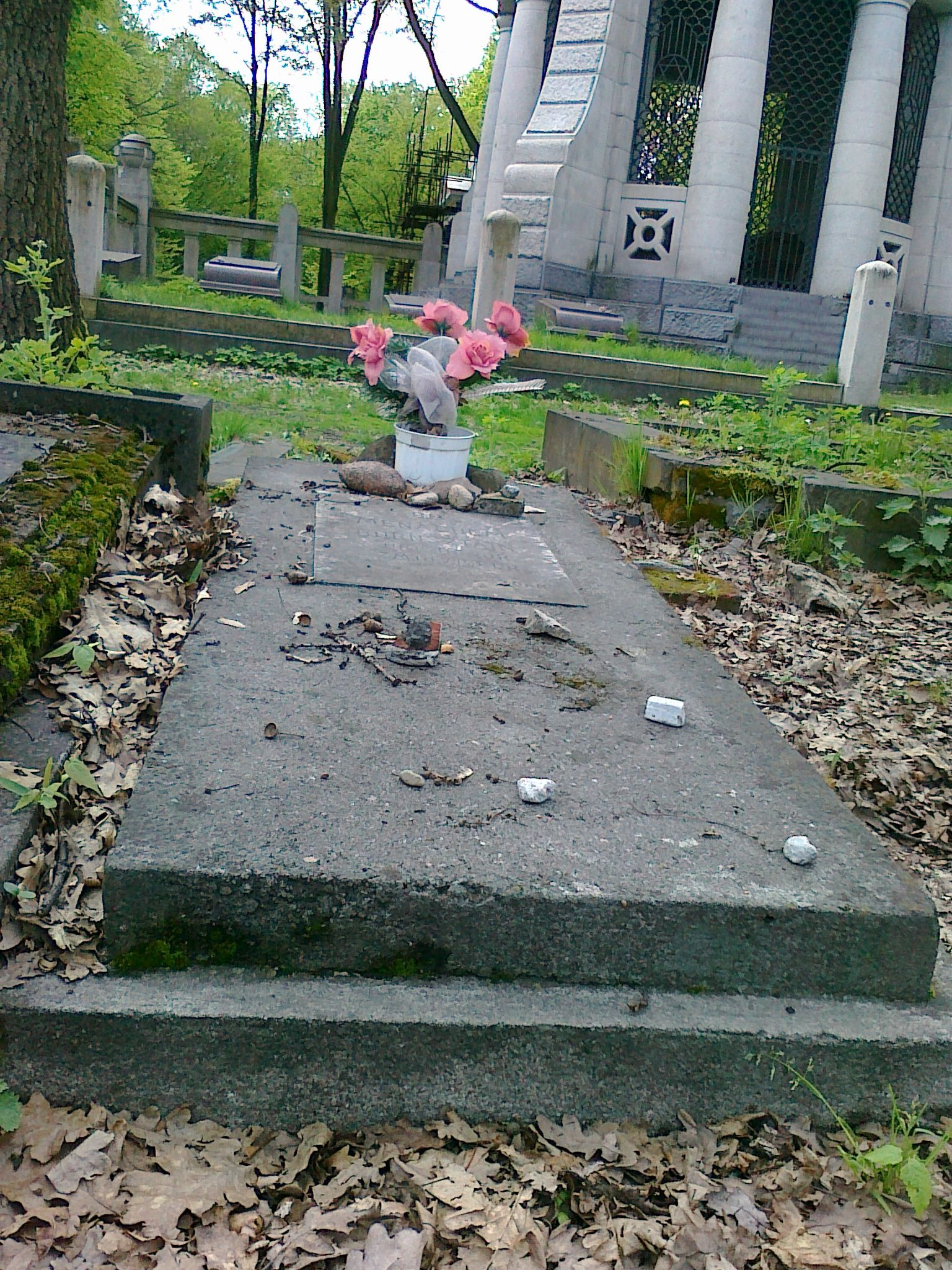
Grób Menachema Bornsztajna („Ślepego Maksa”)

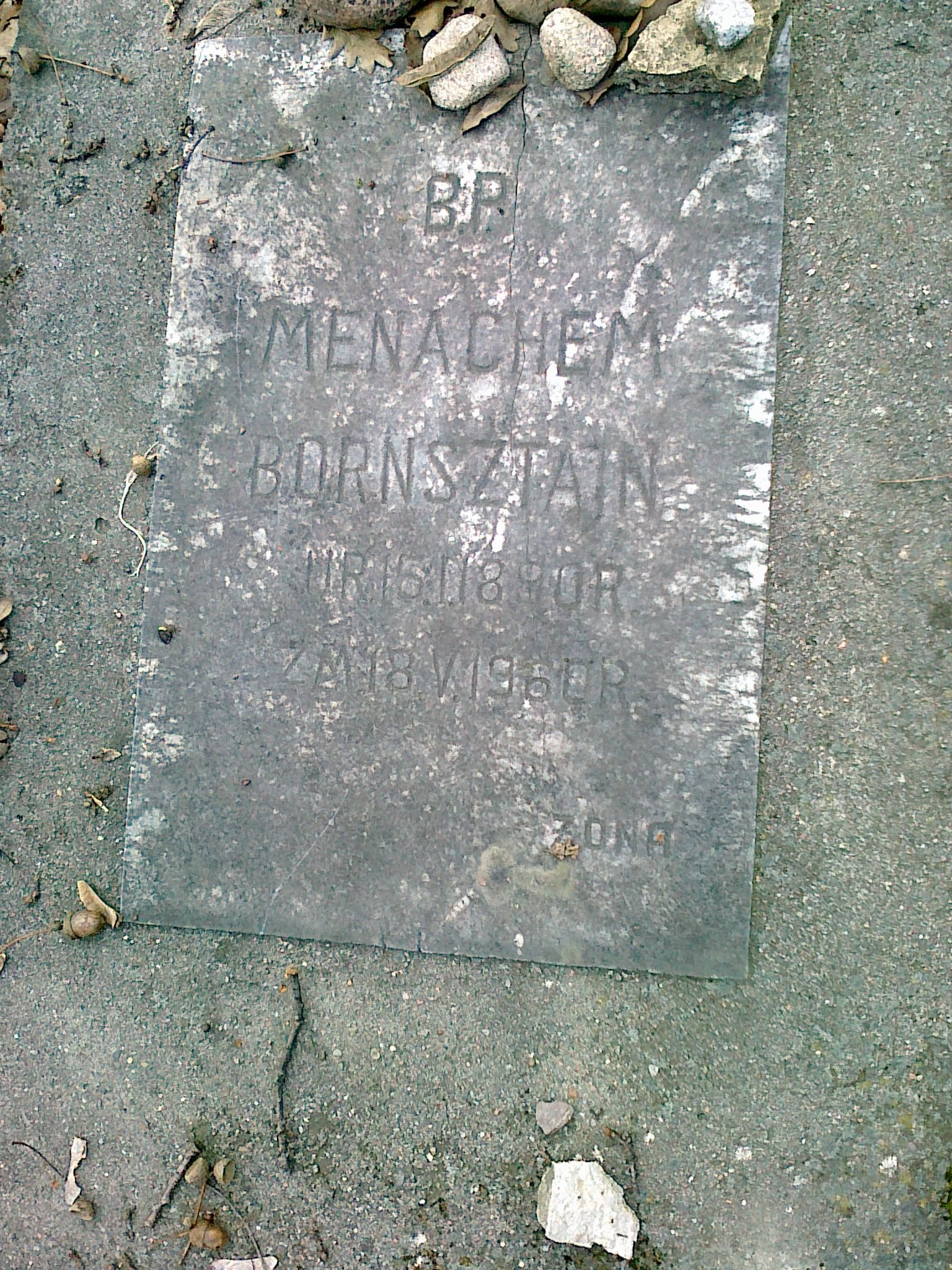
Tablica na grobie Menachema Bornsztajna

W 1946 roku Menachem Bornsztajn powrócił do Łodzi. Zamieszkał w kamienicy przy ul. Gdańskiej 26, na pierwszym piętrze. W 1958 roku wziął ślub z młodszą od siebie o czterdzieści dwa lata kobietą – Alicją. Oficjalnie pracował jako portier w odzieżowej Spółdzielni Pracy w Łodzi im. J. Lewartowskiego. Według wdowy po nim miał podobno nieoficjalnie małą tkalnię. Zdaniem innych Maks miał mieć dość pieniędzy, aby nie pracować, ale dodatkowo handlował złotem w łódzkim Grand Hotelu przy ul. Piotrkowskiej, odkopał też ponoć przedwojenne złote dolary.

### Śmierć
Menachem Bornsztajn zmarł 18 maja 1960 roku w Łodzi. Został pochowany na Cmentarzu Żydowskim w Łodzi przy ul. Brackiej. Spoczywa tam w bocznej, ale eksponowanej alei, bo naprzeciwko mauzoleum Izraela Poznańskiego, obok grobowca rodziny Jarocińskich.

## Legenda
Wokół Ślepego Maksa powstało wiele mitów, półprawd i plotek. Jedna z nich głosiła, że był współpracownikiem Urzędu Bezpieczeństwa; inna, że za wspieranie PPS i Józefa Cyrankiewicza mógł w czasie PRL spokojnie rządzić przestępczym półświatkiem. Jeszcze inna mówiła, że swoją ostatnią żonę kupił za 100 tys. złotych, na co posiadał weksel. W jego mieszkaniu stał rzekomo krawiecki manekin ubrany w marynarkę obwieszoną dzwoneczkami, z której adept złodziejskiego fachu musiał wyciągnąć portfel.

## Literatura i film
Postać Ślepego Maksa stała się kanwą opowieści dla kilku książek i filmów, a także gry miejskiej „Łap złodzieja” rozgrywającej się w kilku miejscach związanych z gangsterem. O „łódzkim Robin Hoodzie” traktują książki:
- „Ballada o Ślepym Maksie” Arnolda Mostowicza (1998, ISBN 83-908938-1-9),
- „Perkalowy dybuk: powieść kryminalna retro” Konrada Lewandowskiego (2009, ISBN 978-83-245-8783-4),
- „Ślepy Maks. Historia łódzkiego Ala Capone” Remigiusza Piotrowskiego (2014, ISBN 978-83-7705-617-2),
- „Ślepy Maks. Historia prawdziwa” Waldemara Wolańskiego (2019, ISBN 978-83-930506-4-2).
- "Zmowa cieni" – kryminał noir Remigiusza Piotrowskiego (2024, ISBN 978-83-97023123)

W 2024 ukazały się wspomnienia Ślepego Maksa, spisane przez niego po II wojnie światowej. Opracował je Waldemar Wolański, ukazały się pod tytułem „Ślepy Maks. Pamiętniki”
W 1995 roku powstał serial dokumentalny Ten bandycki świat trzydziestych lat, w którym w postać Maksa wcielił się łódzki aktor Bronisław Wrocławski. W 2012 roku w Teatrze Nowym w Łodzi miała miejsce premiera sztuki Kokolobolo, czyli opowieść o przypadkach Ślepego Maksa i Szai Magnata.